# 이상기 (1996년)
이상기(李相基, 1996년 5월 7일 ~ )는 대한민국의 축구 선수이며 포지션은 수비수이다.

## 클럽 경력
이상기는 포항 스틸러스 유소년 팀 산하의 포항제철중학교, 포항제철고등학교를 거쳤으며, 2015 K리그 드래프트에서 포항 스틸러스에 우선지명되었다. 이후 영남대학교에 진학하였다가, 2017년에 포항 스틸러스에 입단하였다.
2017년 3월 4일 열린 울산 현대와의 리그 개막전에 교체 투입되며 프로 데뷔 경기를 치렀다. 이후 꾸준히 경기에 나섰으며, 5월 21일 열린 광주 FC와의 원정 경기에서 전반 1분 데뷔골을 기록한 데 이어 전반 34분 양동현의 골에 어시스트를 기록하며 프로 첫 득점과 도움을 한 경기에서 나란히 기록하였다. 데뷔 시즌 정규 리그 28경기에 나서 2골 3도움을 기록하였다.
2019 시즌을 마친 뒤 군 복무를 위해 상주 상무에서 뛰게 되었다 김천 상무 축구단에서 군 복무를 마친뒤 대구 FC에 입단하였다.
2022시즌을 앞두고 광주 FC에 입단했다.

### 클럽 경기 출장 경력
2019년 12월 1일 기준
| 클럽          | 시즌 | 리그 | 리그 | FA컵 | FA컵 | 대륙 대회 | 대륙 대회 | 통산 | 통산 |
| 클럽          | 시즌 | 출장 | 득점 | 출장 | 득점 | 출장      | 득점      | 출장 | 득점 |
| ------------- | ---- | ---- | ---- | ---- | ---- | --------- | --------- | ---- | ---- |
| 포항 스틸러스 | 2017 | 28   | 2    | 1    | 0    | -         | -         | 29   | 2    |
| 포항 스틸러스 | 2018 | 28   | 1    | 1    | 0    | -         | -         | 29   | 1    |
| 포항 스틸러스 | 2019 | 16   | 0    | 1    | 0    | -         | -         | 17   | 0    |
| 통산          | 통산 | 72   | 3    | 3    | 0    | 0         | 0         | 75   | 3    |

## 수상

### 개인
- 2011년 대한축구협회 인재상
- 2011년 대교눈높이 전국 중등 축구리그 왕중왕전 최우수선수상
- 2014년 제40회 문화체육관광부 장관기 전국고교축구대회 수비상
- 2014년 제47회 대통령금배 전국고교축구대회 최우수선수상
- 2016년 제13회 추계 1,2학년 대학축구대회 최우수선수상
- 2016년 한국대학축구연맹 우수선수상